# Copa de Surinam
La Copa de Surinam (Beker Van Suriname) es un torneo de fútbol por eliminación directa disputado entre clubes de Surinam. Fue fundada en 1992, el actual campeón es el Inter Moengotapoe mientras que el club con más títulos es el Robinhood con 7.

## Finales
| Temporada | Campeón              | Resultado        | Finalista            |
| --------- | -------------------- | ---------------- | -------------------- |
| 1992      | P.V.V.               |                  |                      |
| 1993      | No disputado         | No disputado     | No disputado         |
| 1994      | No disputado         | No disputado     | No disputado         |
| 1995      | no disputado         | no disputado     | no disputado         |
| 1996      | Transvaal FC         | 2 - 1 (t.e.)     | SV Voorwaarts        |
| 1997      | SV Robinhood         | 1 - 0 (t.e.)     | Transvaal FC         |
| 1998      | No disputado         | No disputado     | No disputado         |
| 1999      | SV Robinhood         |                  |                      |
| 2000      | No disputado         | No disputado     | No disputado         |
| 2001      | SV Robinhood         |                  |                      |
| 2002      | Transvaal FC         | 0 - 0 (5-4 pen.) | SV Robinhood         |
| 2003      | SV Leo Victor        | 3 - 2            | SV Robinhood         |
| 2004      | Super Red Eagles     | 2 - 1            | Walking Bout Company |
| 2005      | FCS Nacional         | 3 - 1            | SV Robinhood         |
| 2006      | SV Robinhood         | 1 - 1 (7-6 pen.) | Inter Moengotapoe    |
| 2007      | SV Robinhood         | 1 - 1 (4-1 pen.) | Walking Bout Company |
| 2008      | Transvaal FC¹        | 0 - 0            | SV Notch             |
| 2009      | Walking Bout Company | 6 - 6 (5-3 pen.) | Inter Moengotapoe    |
| 2010      | SV Excelsior         | 2 - 0            | Takdier Boys         |
| 2011      | SV Notch             | 4 - 2            | Walking Bout Company |
| 2012      | Inter Moengotapoe    | 5 - 2            | SV Excelsior         |
| 2013      | Walking Bout Company | 1 - 1 (4-3 pen.) | Takdier Boys         |
| 2014      | SV Leo Victor        | 4 - 2            | SV Notch             |
| 2015      | S.V. Nishan 42       | 1 - 0            | Inter Moengotapoe    |
| 2016      | S.V. Robinhood       | 1 - 1 (4-3 pen.) | Walking Boyz Company |
| 2017      | Inter Moengotapoe    | 3 - 3 (4-3 pen.) | S.V. Papatam         |
| 2018      | S.V. Robinhood       | 7 - 1            | West United          |
| 2019      | Inter Moengotapoe    | 1–1 (4–2 pen. )  | S.V. Flora           |

¹ Transvaal ganó en penales.

## Títulos por club
| Equipo               | Títulos |
| -------------------- | ------- |
| SV Robinhood         | 7       |
| Transvaal FC         | 3       |
| Walking Bout Company | 2       |
| SV Leo Victor        | 2       |
| Inter Moengotapoe    | 4       |
| Super Red Eagles     | 1       |
| FCS Nacional         | 1       |
| P.V.V.               | 1       |
| SV Excelsior         | 1       |
| SV Notch             | 1       |
| S.V. Nishan 42       | 1       |
| Papatam              | 1       |